# Austrian Literature Online
Pour les articles homonymes, voir ALO.
Austrian Literature Online (ALO) désigne un projet autrichien de numérisation mené par la Bibliothèque Universitaire d'Innsbruck, la Bibliothèque de l'université de Graz et l'Université de Linz.
ALO est, à côté du Projet ANNO, mené par la Bibliothèque nationale autrichienne, le plus ambitieux projet autrichien de ce type. En 2015, 15 000 titres qui datent du XIe siècle jusqu'à aujourd'hui, ont été numérisés. La majorité de ces documents sont des fac-similés numérisés.
L'objectif principal visé concerne la littérature autrichienne et la littérature féminine, mais de nombreuses numérisations sont des documents d'autre origine (livres, journaux, articles, manuscrits, thèses et articles scientifiques) qui sont consultables en ligne.
ALO a été conçu comme un projet participatif qui, pour des prix relativement bas, offre la numérisation et l'accès permanent à des œuvres dans le domaine public et aussi, lorsque les droits sont libres, à des matériaux protégés par un copyright.